# Artie Shaw: Time Is All You've Got
Artie Shaw: Time Is All You've Got é um filme-documentário canadense de 1986 dirigido e escrito por Brigitte Berman. Venceu o Oscar de melhor documentário de longa-metragem na edição de 1987.